# Дроговизька сільська рада
| Дроговизька сільська рада — колишній орган місцевого самоврядування у Миколаївському районі Львівської області з центром у с. Дроговиж. Утворена у 1939 році, перейменовано на Верхньодорожнянську у 1948 році, відновлено назву Дроговизька у 1990 році. Водоймища на території, підпорядкованій даній раді: річки Щирок, Зубра, Нежухівка, Дністер, озеро «Байкал». |

## Населені пункти
Сільраді були підпорядковані населені пункти:
- с. Дроговиж
- с. Устя

## Склад ради
- Сільський голова: Мельник Ігор Володимирович
- Секретар сільської ради:Луцан Наталія Романівна
- Загальний склад ради: 14 депутатів

### Керівний склад ради
| ПІБ                              | Основні відомості                                                 | Дата обрання | Дата звільнення |
| -------------------------------- | ----------------------------------------------------------------- | ------------ | --------------- |
| Шумський Володимир Володимирович | Сільський голова, 1954 року народження, освіта, безпартійний      | 26.03.2006   | 31.10.2010      |
| Іванюк Ігор Миколайович          | Сільський голова, 1959 року народження, освіта вища, безпартійний | 31.10.2010   | 11.11.2015      |
| Мельник Ігор Володимирович       | Сільський голова, 1983 року народження, освіта вища, безпартійний | 25.10.2015   |                 |

Примітка: таблиця складена за даними джерела

### Депутати
Результати місцевих виборів 2010 року за даними ЦВК
| № зп                                                | № округу                                            | Прізвище, ім'я, по батькові                         | Дата визнання обраним                               | Відомості про обраного депутата                     |
| Політична партія Всеукраїнське об'єднання «Свобода» | Політична партія Всеукраїнське об'єднання «Свобода» | Політична партія Всеукраїнське об'єднання «Свобода» | Політична партія Всеукраїнське об'єднання «Свобода» | Політична партія Всеукраїнське об'єднання «Свобода» |
| Самовисування                                       | Самовисування                                       | Самовисування                                       | Самовисування                                       | Самовисування                                       |
| --------------------------------------------------- | --------------------------------------------------- | --------------------------------------------------- | --------------------------------------------------- | --------------------------------------------------- |